# Антиох I Сотер
Антиох I Сотѐр (на старогръцки: Αντίοχος Α' Σωτήρ) е вторият владетел на династията на Селевкидите през 281 пр.н.е. – 261 пр.н.е.
Син на Селевк I Никатор и персийската принцеса Апама. В 292 пр.н.е. баща му го обявява за съвладетел и престолонаследник. Женен е за мащехата си Стратоника I, дъщеря на Деметрий I Полиоркет и Фила, дъщеря на Антипатър.
След убийството на баща му през 281 пр.н.е. в похода към Македония, Антиох I наследява управлението на огромната империя. Отказва се от завоевания на Балканския полуостров, признава независимостта на Пергам, Витиния и Кападокия, отцепили се под властта на местни династии. През 278 пр.н.е. с помощта на бойни слонове, наети от Индия, Антиох побеждава келтските племена, наречени галати, нахлули в Мала Азия, след което те се установяват там и създават свои царства в областта, наречена на тяхно име Галатия. Заради победата си Антиох получава името Сотер („Спасител“).
През 275 пр.н.е. Антиох I Сотер води Първа сирийска война срещу Птолемеите в Коилесирия, но не постига успех и сключва мир през 271 пр.н.е. В 262 пр.н.е. Антиох I търпи поражение срещу армията на царство Пергам край Сарди и умира след това. Наследен е от сина си Антиох II Теос.

## Деца
Неговите деца със Стратоника са:
- Антиох II Теос († 246 пр.н.е.), ∞ за Лаодика I, дъщеря на Ахей Стари
- Апама II (убита 258/247 пр.н.е.), ∞ с цар Магас от Кирена
- Селевк (екзекутиран 269 пр.н.е. заради вероятно предателство)
- Стратоника II (убита 235 пр.н.е. от Селевк II), ∞ с цар Деметрий II от Македония